# 나카히라타촌
나카히라타촌(中平田村)은 야마가타현 아쿠미군에 있던 촌이다. 현재의 사카타시 중부, 우에쓰 본선 사고시역 - 히가시사카타역사이 북쪽 일대에 해당한다.

## 역사
- 1889년 4월 1일 - 정촌제 시행에 의해 16촌의 구역을 가지고 성립하였다.
- 1954년 12월 1일 - 사카타시에 편입해, 동일 나카히라타촌은 폐지되었다.

## 교통

### 철도
촌내에 역은 없었지만, 우에쓰 본선 사고시역이 인근에 위치했다. 현재는 히가시사카타역도 인근에 위치하고 있지만, 당시에는 신호장이었다.

## 참고문헌
- 가도카와 일본 지명 대사전 6 山形県